# سیارک ۳۱۴۲
سیارک ۳۱۴۲ (به انگلیسی: 3142 Kilopi، نامگذاری:1937AC) سه هزار و صد و چهل و دومین سیارک کشف شده‌است که در ۹ ژانویه ۱۹۳۷ و در نیس کشف شد.
قدر مطلق سیارک برابر ۱۲٫۳۰ است.